# Can Donadeu
Can Donadeu és una masia de Sant Esteve de Palautordera (Vallès Oriental) inclosa a l'Inventari del Patrimoni Arquitectònic de Catalunya.

## Descripció
Edifici aïllat al mig d'un camp. Planta rectangular, format per planta baixa, pis i golfes. La coberta és composta, inclinada.
La façana és simètrica amb finestres i portes de pedra. Hi ha unes columnes davant que devien estar cobertes per una teulada lleugera. Actualment està abandonada i amenaça ruïna.

## Història
Aquest edifici era una masia corrent, dedicada a la ramaderia. Va ser abandonada i de mica en mica s'anà fent malbé.
Sorprenen les columnes que es troben davant de la façana, encara que estan trencades, sembla com si haguessin format una galeria.